# Antonio Pasculli
Antonio Pasculli ( 13 de octubre de 1842 -23 de febrero de 1924) fue un oboísta y compositor italiano, conocido como "el Paganini del oboe".
Pasculli nació y vivió toda su vida en Palermo, Sicilia, pero viajó por toda Italia, Alemania y Austria, dandó recitales de oboe. Dirigió orquestas sinfónicas y bandas de viento, que eran populares en ese momento en Italia. También transcribió un gran número de piezas de ópera para oboe y piano/arpa, de obras de Bellini, Donizetti, Verdi, y Rossini.
Las obras de Pasculli requieren un extraordinario virtuosismo del instrumento. Sus piezas hacen un uso continuado de arpegios, trinos, y escalas y se precisa que el oboísta aprenda la respiración circular. En efecto, en su obra "Le Api" ("Las abejas"), en poquísimos momentos durante la ejecución es posible respirar. Pasó de moda a finales del siglo XX y permaneció en el olvido hasta que, en la década de 1980, los oboístas Heinz Holliger y Omar Zoboli hicieron renacer su música. Gracias a esto, algunas de sus obras están disponibles en grabaciones.

## Composiciones

### Música de cámara
- Ricordo di napoli, scherzo brillante, para oboe y piano
- Fantasy sobre temas de Donizetti's 'Poliuto', para oboe y piano
- Fantasia sobre temas de Meyerbeer's 'Les Huguenots', para oboe y piano
- Ommagio a Bellini sobre temas de 'Il Pirata' y 'La Sonnambula', para corno inglés y arpa
- Gran Sestetto concertante (sobre temas de Guillermo Tell de Rossini) (arr. W. Renz)
- Le Api para oboe y piano

### Obras orquestales y conciertos
- Concerto sobre temas de Donizetti's 'La Favorita', para oboe y piano
- Gran Concerto sobre temas de Verdi's 'I Vespri Siciliani', para oboe y piano
- Concerto sobre temas de Donizetti's 'La Favorita' para oboe y piano
- Concerto sopra motivi dell opera 'La Favorita' di Donizetti
- Concerto sobre temas de the Opera 'La Favorita' de Donizetti (arreglo para oboe y cuerdas)